# Fête de l'Internet
 (novembre 2021).
Si vous disposez d'ouvrages ou d'articles de référence ou si vous connaissez des sites web de qualité traitant du thème abordé ici, merci de compléter l'article en donnant les références utiles à sa vérifiabilité et en les liant à la section « Notes et références ».
La Fête de l'Internet est un événement organisé en France depuis 1997.

## Histoire et origine
Le concept remonte aux mois de février-mars 1997 à une réunion du Club de l'Arche conçu et animé par Jean-Michel Billaut. Les premières rencontres de l'Internet d'Autrans venaient de se terminer. On  avait pu y mesurer le retard pris en France sur le développement et l'utilisation de l'Internet. Bruno Oudet proposa pour faire avancer l'Internet en France d'organiser une journée dans l'esprit des Netdays.
Ces Netdays sous le patronage et avec la participation active de Bill Clinton et d'Al Gore  consistaient à câbler des écoles durant un week-end pour les relier à l'Internet 

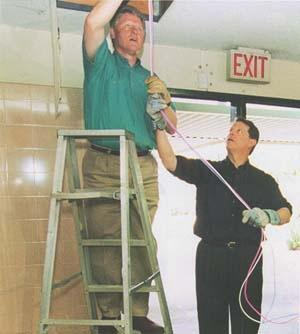
Le Président Bill Clinton câblant une école avec le Vice Président Al Gore "le jour du Net" à l' à Concord, Californie, le 9 mars 1996

 En France, ce fut Bruno Oudet qui proposa d'organiser la fête de l'Internet sur le modèle de la fête de la musique.
L'idée fut immédiatement approuvée et soutenue.
Plusieurs associations se regroupent  - Vecam (Veille Européenne et Citoyenne sur les autoroutes de l'information et le multimédia, créée en 1995 par un collège de chercheurs et philosophes), l'Association des Bibliothécaires et Documentalistes (ADBS, l'AFTT, le Chapitre Français de l'Internet Society, le Club de l'Arche, Admiroutes, l'Association des Villes Numériques (AVN), l'Association Française des Utilisateurs d'Unix et des Systèmes ouverts (AFUU) et Mélusine (présidée par Pierre de La Coste) se sont mises autour d'une table et ont donné naissance à la première fête au printemps 1998. Fred Forest, comme artiste emblématique du Net, est désigné pour en assurer le côté festif et ludique de la fête.
L'Association pour la Fête de l'Internet est créée après la première édition, Brunot Oudet en assure la présidence, Florence Durand-Tornare le secrétariat général.
En 2004, elle est parrainée par Edgar Morin, un virage sur l'éthique essentiel, puis depuis 2007 par l'association La Voix du Net, Edgar Morin en assure la présidence et Valérie-Eve Moreau fondatrice, la délégation générale (coordinatrice de l'événement depuis 2001).
En 2008, La Voix du Net, fait entrer la marque dans le domaine public .et se consacre à l'appropriation de la société au débat public et se reporte sur la journée mondiale de la société de l'information pour fêter la participation de la société (civile).

## Chronologie
- 1997 : première année de la Fête qui se déroule dans l'espace Renault des Champs-Élysées. On y fait des démonstrations, on répond aux questions des journalistes. L'AFUU y joue un rôle important.

- 1998 : deuxième année de la fête qui dure deux jours, les 20 et 21 mars 1998. Le PROCES de l'INTERNET organisé par Olivier Iteanu de l'Internet Society France, avec plus de 120 bénévoles, crée l'événement. Ce procès, simulé, s'est déroulé au Palais de Justice de Paris. 4 motifs d'accusation : l'espace/temps assassiné ; Internet liberticide ; Internet accélère la fracture sociale et Internet, victime des contenus illicites". CNN, France 3... relatent l'événement. À cette occasion, Fred Forest réalise un site artistique participatif sur le thème " J'arrête le temps ". La chaîne de télévision MCM lui consacre une émission spéciale "La nuit du net" présenté par Édouard Marquis. À Libreville (Gabon), aux mêmes dates, la Fête est réalisée autour de l'Institut Africain d'Informatique et du Centre Culturel Français par Bertil Willotte. À l'issue de l'événement, l'association Fête de l'Internet en Afrique est créée pour dynamiser les échanges et créer des synergies sur le continent africain lors des éditions suivantes.

- 1999 : La Fête s'installe progressivement dans le paysage et elle donne aussi lieu à des prises de positions comme l'appel au boycott. On voit alors la Fête de l'Internet bâillonnée avec un appel à la grève des sites. L'Internet Society France réitère son coup d'éclat en organisant au Sénat LA LOI de L'INTERNET. Avec, en toile de fond, l'affaire Altern/Estelle Hallyday. Un des sénateurs présents fera même voter, par la suite, une vraie loi concernant le statut des hébergeurs. En même temps, Fred Forest réalise avec Sophie Lavaud le premier vrai mariage au monde sur Internet, célébré par André Santini à Issy-les-Moulineaux, utilisant la réalité virtuelle, avec pour témoins, Vinton Cerf, Jean-Michel Billaut, Françoise Schmitt, Eduardo Kac à Chicago et le compositeur Charles à Tokyo.

- En 2000, Valérie-Ève Moreau est mandatée pour réaliser le bilan de l'édition 2000. Au vu des investigations et des auditions, le document, qu’elle propose, s'architecture autour de deux principales parties. La première concerne avant tout les faits et rapporte les actions effectuées par les différents acteurs de cette édition. La seconde tend à mettre en exergue les facteurs de réussite et les points de vigilance. À la suite de ce rapport, en octobre 2000, Olivier Iteanu (président ISOC France, et coprésident AFI) propose à l'association de suivre ces recommandations et de confier la mission à son auteur.

- L'édition 2001 de la Fête a été bridée par les contraintes juridiques de la campagne des élections municipales, ne permettant pas d'engager une politique de communication et l'organisation de manifestations. Une première édition de la Fête de l'Internet est organisée en Belgique (Communauté française) par Philippe Allard.

- En 2002, l'Association des Maires Francophones (AMF) devient partenaire et participe au maillage des territoires, pour une fête de plus en plus implantée dans le paysage : mise en place de réseaux locaux constitués notamment par les collectivités locales, leurs établissements et les espaces publics multimédias.

- en 2003, l'externalisation de la fête se met en place, principalement dans le réseau francophone, soutenus par l'OIF (Organisation Internationale de la Francophonie) et l'AIMF (Association Internationale des Maires Francophones).

- en 2004, la Fête de l'Internet sollicite Edgar Morin qui accepte chaleureusement d'être le parrain :

J'appuie chaleureusement l'initiative de Pythagore communication qui vise à donner à la fête de l'Internet une dimension humaniste et planétaire. Que ce soit à travers les multiples expressions artistiques qui témoignent de la diversité créatrice des cultures, de la créativité également de leurs rencontres et métissages, et du caractère transculturel qui vient de la compréhension d’une culture à l’autre, que ce soit à travers l'effort de conscience planétaire à laquelle s’est vouée une telle initiative, je pense que les meilleurs potentialités d'Internet sont appelées à se concrétiser à travers les manifestations et rencontres de cette grande fête d’amitié entre les citoyennes et citoyens de la terre-Patrie - Edgar Morin - 10 novembre 2004
- En 2005, la fête compte plus de 20 pays à l'unisson, adopte la charte d'éthique dont voici un extrait :
  - œuvrer pour que l'Internet ne constitue pas une juxtaposition d'égoïsmes mais au contraire un lieu universel de débat favorisant l'édification d'une véritable société civile internationale,
  - instaurer un dialogue authentique destiné à l’amélioration de la compréhension mutuelle,
  - contribuer à la constitution d'une œuvre commune par l'apprentissage de la coopération universelle,
  - d'aider le plus grand nombre, et en particulier les jeunes, à accéder de façon permanente aux informations nécessaires à leur développement personnel - y compris au moyen de mesures d'ordre économique.
- En 2006, Les organisateurs souhaitaient l'inscrire dans un esprit participatif : "Tous acteurs, Tous médias".

La première conférence de presse s'est déroulée le 10 mars place de Valois (Paris 1er). 
La mise à disposition d'outils et d'énergies ont permis à cette fête de présenter différents modes de participation. 
- En 2007, sous le thème « l'âge de la participation », un wiki à disposition et quelques éléments visuels

- L'édition 2008, « Ensemble, Échangeons le monde » le 17 mai  journée mondiale de la société de l'information : Lancement d'un appel et rendez-vous sur la culture du partage par La Voix du Net présidée par Edgar Morin.

- En 2009, la fête de l'Internet commence du 14 au 22 mars sur le thème « L'Internet, pour quoi faire », avec la participation de la Délégation aux Usages de l'Internet sous le haut patronage de Nathalie Kosciusko-Morizet, secrétaire d'État chargé de l'économie numérique.

et se poursuit en mai lors de la semaine mondiale de la société de l'information, du 13 au 17 mai dans la continuité de l'appel aux biens communs d'Edgar Morin  vers une culture du partage pour le partage de la culture.
- En 2010, grand rendez-vous du donner recevoir, du 17 au 24 mai, la fête de l'internet se tient lors de la semaine mondiale de la société de l'information avec l'Unesco, toujours présidée par Edgar Morin Président de l'Association La Voix Du Net, qui lance le mouvement des Biens Communs : Initiative qui invite les auteurs du monde et ceux qui les diffusent à faire don d'une de leurs œuvres au patrimoine universel. Une fête de l'internet internationale, éthique et solidaire La Charte fondatrice et l'appel aux dons d'Edgar Morin.
- En 2012, la Fête de l'Internet se déroule du 17 au 30 mars avec une coordination (comme les quatre années précédentes) par la Délégation aux usages de l'Internet.
- En 2012, Le volet sociétal et international se tient le 17 mai, journée mondiale de la société de l'information, avec l'Unesco et La Voix du Net. Appel international  à  la co-édification d'un réseau hypermédia libre destiné à la mise en relation des expressions créatives  et des solidarités actives  pour un Universel Réconcilié[5].
- En 2013, la Fête de l'Internet a lieu du 18 au 31 mars avec comme thèmes : l'emploi et la mobilité.
- En 2013, Le Volet Sociétal et International se tient  le 17 mai journée mondiale de la société de l'information, avec le programme Tagore, Neruda, Cesaire pour un Universel Réconcilié  et ViaPlaNetVox  [6]
- En 2014, le thème de la fête de l'Internet est : Création, fabrication et expression numériques
- En 2014, Le Volet Sociétal et International se tient le 17 mai,  Journée Mondiale de la Société de l'Information sous le thème la société de l'information au service du Vivant avec le programme Tagore, Neruda, Cesaire pour un Universel Réconcilié et ViaPlaNetVox[7].
- En 2015, la Fête de l’Internet 2015 a eu lieu du 21 mars au 21 juin 2015[8] dans toute la France, la thématique retenue est : « Innover, créer, partager ». Partenaires : Villes Internet, CCI France, la CDC, le CLEMI, NetPublic
- En 2016, la Fête de l’Internet 2016 a eu lieu du 17 au 27 mai 2016[9]. Le thème est : Savons- nous nous servir du numérique ? Médiation numérique, la fabrique de tous les futurs, portes ouvertes partout en France.